# Pseudocyclops saenzi
Pseudocyclops saenzi is een eenoogkreeftjessoort uit de familie van de Pseudocyclopidae. De wetenschappelijke naam van de soort is voor het eerst geldig gepubliceerd in 2011 door Figueroa.